# Jaroslaw Hunka
Jaroslaw Hunka (ukrainisch Ярослав Гунька, wiss. Transliteration Jaroslav Hunʹka; * 19. März 1925 in Urman) war im Zweiten Weltkrieg ein Freiwilliger in der Waffen-SS-Division Galizien. Er emigrierte nach Kriegsende nach Großbritannien, in den 1950er-Jahren nach Kanada.
2023 wurde er vom kanadischen Unterhaus mit stehenden Ovationen als ukrainisch-kanadischer Veteran des Zweiten Weltkriegs gewürdigt, der für die ukrainische Unabhängigkeit „gegen die Russen“ gekämpft habe. Auch Premierminister Justin Trudeau und der ukrainische Präsident Wolodymyr Selenskyj schlossen sich an. Nach der Sitzung wurde bekannt, dass Hunka Angehöriger der Waffen-SS gewesen war. Anthony Rota, der für die Einladung verantwortliche Sprecher des Unterhauses (Speaker), entschuldigte sich für den Vorfall und trat einige Tage später zurück.

## Leben
Hunka wuchs in seinem Geburtsort Urman auf, das damals zur Zweiten Polnischen Republik gehörte und heute in der Ukraine liegt. Die Organisation Ukrainischer Nationalisten (OUN) hatte dort nach seinen Angaben großen Einfluss. Ab 1939 ging er in der nahegelegenen Stadt Bereschany zur Schule und wohnte dort in einem Schülerwohnheim. Während der sowjetischen Besetzung Ostpolens erlebte er dort nach seiner Schilderung den stalinistischen Terror, Verhaftungen und Deportationen von Verwandten, seines Lehrers und Klassenkameraden mit ihren Familien nach Sibirien. Seine beiden letzten Schuljahre (1941–1943) unter der deutschen Besetzung bezeichnete er als die glücklichsten Jahre seines Lebens und als Höhepunkte „die Gesellschaft reizender Mädchen, sorglos fröhliche Freunde, duftende Abende im luxuriösen Schlosspark und Spaziergänge durch die Stadt“. Nach einem Aufruf des ukrainischen Zentralkomitees meldete sich Hunka nach seinen Angaben zusammen mit 80.000 Ukrainern, darunter vielen weiteren Schülern, 1943 zur neu aufgestellten SS-Freiwilligen-Division Galizien (als Waffen-SS-Division Galizien oder 14. Waffen-SS-Division bekannt), um „gegen die Russen“ für eine unabhängige und vereinte Ukraine zu kämpfen. Während seiner Zeit dort wurde er bei der Ausbildung in München und Neuhammer fotografiert.
1944 wurde Hunka an der Ostfront im Kampf gegen die Rote Armee eingesetzt. Am 8. Mai 1945 ergaben sich die Reste der Division britischen Truppen.
Nach dem Ende des Zweiten Weltkriegs in Europa ließ sich Hunka in Großbritannien nieder und trat der Association of Ukrainians in Great Britain bei. Er heiratete 1951 die Engländerin Margaret Ann Edgerton (1931–2018) aus Studley und emigrierte mit ihr 1954 nach Toronto, Kanada. Hunka machte einen Abschluss an einer technischen Hochschule und war danach in der Flugzeugindustrie tätig, zuletzt als Inspekteur bei de Havilland Canada. Mit seiner Frau bekam er zwei Söhne. Er schloss sich der ukrainisch-kanadischen Gemeinschaft an und war in der „Ukrainischen Katholischen Kirche“, Jugend- und Veteranenorganisationen aktiv. Im Jahr 2004 wurde Hunka zum Ehrenbürger der Stadt Bereschany ernannt. Er schrieb Anfang der 2010er Jahre über sein Leben in einem Internetblog von Veteranen der Waffen-SS-Division Galizien und dass diese „wie der Stamm Israel“ auf der Welt getrennte Wege gingen.  Ab 2022 lebte Hunka in North Bay und reiste nach Greater Sudbury, um gegen die russische Invasion in der Ukraine in diesem Jahr zu protestieren. Zur Situation in der Ukraine sagte Hunka gegenüber CTV News: „Die Zerstörung ist einfach unglaublich, aber es wird Jahre dauern, sie wieder aufzubauen. […] Aber die Ukrainer werden gewinnen, und Gott segne die Ukraine, und ich bete für sie.“

## Würdigung im Unterhaus
Im September 2023 lud Anthony Rota, der Sprecher des kanadischen Unterhauses, den aus seinem Wahlkreis stammenden Hunka als Ehrengast in das kanadische Unterhaus ein. Am 22. September 2023 hielt der ukrainische Präsident Selenskyj vor dem Unterhaus eine Rede. Rota stellte anschließend den auf der Tribüne sitzenden Hunka als „einen ukrainisch-kanadischen Veteranen des Zweiten Weltkriegs, der für die ukrainische Unabhängigkeit gegen die Russen gekämpft hat und die Truppen auch heute noch unterstützt, selbst im Alter von 98 Jahren“ vor. Rota lobte Hunka mit den Worten: „Er ist ein ukrainischer Held, ein kanadischer Held, und wir danken ihm für seinen Dienst.“ Nach Rotas Worten spendete das Unterhaus Hunka stehende Ovationen, denen sich auch Selenskyj und seine Frau Olena Selenska anschlossen.
Sabine Sparwasser, die deutsche Botschafterin in Kanada, war anwesend und nahm an der Standing Ovation teil. Der Pressesprecher des Auswärtigen Amts Sebastian Fischer gab anschließend an, Sparwasser habe wie fast alle anderen Teilnehmenden vor der Veranstaltung keine Kenntnis vom Auftreten des ihr unbekannten Hunka gehabt.
Der ukrainisch-kanadische Politikwissenschaftler Iwan Katchanowski von der Universität Ottawa wies in einem Beitrag auf X auf die Vergangenheit Hunkas hin. Sein Posting wurde von der Schweizer Zeitung Le Temps und Dutzenden Medien in zahlreichen Ländern zitiert und erreichte fast 3.000.000 Aufrufe innerhalb eines Tages.
Die Reaktionen auf die Würdigung waren ablehnend und sorgten für internationale Schlagzeilen. Der polnische Botschafter in Kanada, Witold Dzielski, kritisierte die Ehrung durch die ukrainische und kanadische Staatsführung eines „Mitglieds der Waffen-SS Galizien“. Botschafter Dzielski und Michael Mostyn, Leiter von B’nai B’rith Canada, der ältesten unabhängigen jüdischen Menschenrechtsorganisation in Kanada, äußerten sich zu der Angelegenheit und betonten: „Wir können nicht zulassen, dass die Geschichte beschönigt wird.“ In einer am 24. September veröffentlichten Erklärung übernahm Rota die Verantwortung für die Einladung von Hunka zu der Zeremonie und erklärte: „Ich möchte mich insbesondere bei den jüdischen Gemeinden in Kanada und auf der ganzen Welt zutiefst entschuldigen. Ich übernehme die volle Verantwortung für mein Handeln.“ Am 26. September 2023 trat Anthony Rota als Sprecher des kanadischen Unterhauses zurück.
Am 26. September 2023 kündigte der polnische Bildungsminister Przemyslaw Czarnek in einem auf Twitter veröffentlichen Schreiben an das polnische Institut für Nationales Gedenken, das auch für Ermittlungen gegen Kriegsverbrecher zuständig ist, an, Schritte zur Auslieferung von Hunka aus Kanada zu setzten, um Gerechtigkeit für seine mutmaßlichen Verbrechen zu erlangen.
Der kanadische Premierminister Trudeau bat am 27. September 2023 in einer offiziellen Erklärung um Entschuldigung für den Vorfall, indem er u. a. feststellte:

„Wir alle, die am Freitag im Parlament waren, bedauern zutiefst, uns erhoben und applaudiert zu haben, auch wenn wir die Hintergründe nicht kannten. […] Es war ein Fehler, der das Parlament und Kanada tief beschämt hat. […] Es war eine schreckliche Verletzung des Andenkens an die Millionen von Menschen, die im Holocaust umgekommen sind.“

## Würdigung in der Ukraine
Der Gebietsrat von Ternopil zeichnete mit der Anordnung Nr.22 vom 6. Februar 2024 Hunka mit dem Jaroslaw-Stezko-Ehrenabzeichen „Für Verdienste um die Region Ternopil“ aus.